# Daphnia curvirostris
Daphnia curvirostris är en kräftdjursart som beskrevs av Eylman 1887. Daphnia curvirostris ingår i släktet Daphnia och familjen Daphniidae. Inga underarter finns listade i Catalogue of Life.